# Nelson Parraguez
Nelson Rodrigo Parraguez Riveros (Santiago, 1971. április 5. –) chilei válogatott labdarúgó.

## Pályafutása

### Klubcsapatban
Pályafutása nagy részét az Universidad Católica csapatánál töltötte. 1989 és 2004 között több, mint 300 mérkőzésen lépett pályára és 1997-ben Apertura bajnoki címet szerzett. 2001-ben a mexikói Necaxában, 2003-ban az argentin Nueva Chicago együttesében játszott. 

### A válogatottban
1991 és 2001 között 52 mérkőzésen szerepelt a chilei válogatottban. Részt vett az 1991-es, az 1993-as, az 1995-ös, az 1997-es és az 1999-es Copa Américán, valamint az 1998-as világbajnokságon, ahol a chileiek összes csoportmérkőzésén kezdőként lépett pályára.

## Sikerei, díjai
Universidad Católica
- Chilei bajnok (1): 1997 Apertura
- Copa Interamericana (1): 1993

Chile
- Copa América bronzérmes (1): 1991